# Mambarilla
Mambarilla is een geslacht van vlinders van de familie slakrupsvlinders (Limacodidae).

## Soorten
- M. narosides Hering, 1931
- M. spatulifimbria Hering, 1931